# Halflives
Halflives es una banda de rock alternativo con base en París, Francia. Tras publicar su álbum debut Empty Rooms, hicieron una gira europea junto con Courage My Love. En 2018 siguieron de gira y sacaron dos sencillos, "Crown" y "Fugitive". A principios de 2019  visitaron Reino Unido junto con The Faim y Chapel, apareciendo en Rock for People. En 2020  publicaron su nuevo EP "Resilience", incluyendo el sencillo "Time Bomb", que presentaron con  Kellin Quinn de Sleeping with Sirens. Ese mismo año hicieron otro tour europeo junto a Icon For Hire y lanzaron su nuevo sencillo, "Villain". En julio de 2021 publicaron su nuevo EP, "V", que incluye "Victim", "Vibe", "Valkyrie" y "Villain". 

## Miembros
- Linda Battilani - Voz, guitarra
- Oscar Scantamburlo -Bajo
- Fede Bernardi – Batería

## Discografía

### EPs
- Empty Rooms(2017)
- Resilience (2020)
- V (2021)

### Sencillos
- "Mayday" (2016), en Empty Rooms
- "Burn" (2016), en Empty Rooms
- "Eco" (2017), en Empty Rooms
- "Crown" (2018)
- "Fugitive" (2018)
- "Rockstar Everyday" (2019), en Resilience
- "Snake" (2020), encima Resilience
- "Hard to Break" (2020), en Resilience
- "Time Bomb" (2020), en Resilience
- "Rockstar Everyday (MC4D Remix)" (2020)
- "Fugitive (Reimagined)" (2020)
- "Villain" (2020), en V
- "Everyday Rockstars" (Vini Vici vs. Ranji) (2021)
- "Vibe" (2021), en V
- "Victim" (2021), en V
- "Valkyrie" (2021), en V